# Kemin Palloseura
Kemin Palloseura – fiński klub piłkarski z siedzibą w mieście Kemi.

## Osiągnięcia
- 3.miejsce mistrzostw Finlandii: 1985
- Finalista Pucharu Finlandii: 1986

## Historia
Klub założony został w 1932 roku. W 1984 roku klub debiutował w najwyższej lidze mistrzostw, a w 1989 po raz ostatni zagrał w niej, po czym spadł do drugiej ligi.